# Forest-Saint-Julien
Forest-Saint-Julien är en kommun i departementet Hautes-Alpes i regionen Provence-Alpes-Côte d'Azur i sydöstra Frankrike. Kommunen ligger  i kantonen Saint-Bonnet-en-Champsaur som ligger i arrondissementet Gap. År 2022 hade Forest-Saint-Julien 344 invånare.

## Befolkningsutveckling
Antalet invånare i kommunen Forest-Saint-Julien
Referens:INSEE